# Schmetterlingselfe
Die Schmetterlingselfe (Lophornis chalybeus) ist eine Vogelart aus der Familie der Kolibris (Trochilidae), die im südöstlichen Brasilien in den Bundesstaaten Espirito Santo, Rio de Janeiro, Minas Gerais, São Paulo, Paraná and Santa Catarina endemisch ist. Der Bestand wird von der IUCN als „potenziell gefährdet“ (near threatened) eingeschätzt.

## Merkmale
Die männliche Schmetterlingselfe erreicht bei einem Gewicht von 2,6 g eine Körperlänge von 8,5 cm, wobei  der Schwanz 2,9 cm und der Schnabelrücken 1,4 cm ausmachen. Die Flügel sind 4,3 cm lang. Die Stirn und der Kopfseitenstreifen glänzen grün. Der Oberkopf, Rücken und die Kehle sind grün. Die Querbinde am Hinterrücken ist weißlich Ocker. Der Bürzel und der Schwanz sind grünlich kupfern bis weinrot gefärbt. Die Halsseitenfedern sind grün mit weißen Spitzen. Zwischen den verlängerten Halsseitenfedern und dem glitzernden grünen Kopfstreif befindet sich ein stumpfer schwarzer Streifen. Die Flügeldecken sind grün, der Flügel schwärzlich purpurn. Die weißliche Brust ist von dunklen Streifen durchzogen. Der Bauch ist graubraun, wobei die Flanken einen grünlichen Schimmer auf graubräunlichem Untergrund haben. Die Unterschwanzdecken sind graubräunlich mit blassen rötlichen Endungen. Schnabel und Füße sind schwarz. Die weibliche Schmetterlingselfe erreicht bei einem Gewicht von 2,2 g eine Körperlänge von 7,6 cm, wobei der Schwanz 2,4 cm und der Schnabelrücken 1,25 cm ausmachen. Die Flügel sind 4,4 cm lang.  Die Stirn ist wie der Rücken gefärbt. Die Halsseitenfedern sind weißlich mit grünen Rändern und nicht verlängert wie beim Männchen. Die Flanken sind ockerbraun, die Schwanzfedern an den Wurzeln goldgrün, wobei die seitlichen Steuerfedern rotbraune Spitzen aufweisen. Die Kehle und die Brust sind dunkler und weiß gescheckt. Die Rückenquerbinde ist ockerfarben. Schnabel und Füße sind wie beim Männchen schwarz.
Jungvögel ähneln den adulten Weibchen, haben jedoch einen schwärzlich braunen Ohrfleck. Die Flanken sind grünlichbraun und der Oberkopf ist schwärzlich braun.

## Verbreitung und Lebensraum
Die Schmetterlingselfe hält sich bevorzugt in feuchten Wäldern und Sekundärvegetation auf. Gelegentlich ist sie in Cerrados in Brasilien anzutreffen. Sie kommt in Höhenlagen von Meeresspiegel bis 1000 Meter vor. Ihren Nektar holt sie sich an den Blüten von Akanthusgewächsen, Bromeliengewächsen, Korbblütlern, Malvengewächsen, Myrtengewächsen, Rötegewächsen, Eisenkrautgewächsen und Vochysiaceae. Des Weiteren ernährt sie sich von Gliederfüßern. Außerdem wurde sie in Santa Catarina von Juli bis September an Prunus und am Eisenkrautgewächs Petrea subserrata beobachtet. Sie gilt als Standvogel mit nur kleineren saisonalen Wanderungen.

## Fortpflanzung
Die kelchförmigen Nester sind ca. 22 mm hoch. Der Außenradius beträgt ca. 35 mm, der Innenradius ca. 25 mm bei einer Tiefe von ca. 8,5 mm. Die Brutzeit der Schmetterlingselfe geht von Oktober bis Februar.

## Lautäußerungen
Meist sind Schmetterlingselfen ruhig. Bei der Nahrungsaufnahme geben sie gelegentlich ein kurzes tsip bzw. tschip von sich. Wenn sie herumschwirren, hört sich das bienenartig an.

## Unterarten

Verbreitungsgebiet der Schmetterlingselfe (südöstliches Brasilien) und der Grünschopfelfe

Die Schmetterlingselfe gilt heute als monotypisch. Neuere Untersuchungen legten nahe, dass die Unterarten eventuell jeweils eigene Arten sein könnten. Weitere Forschungen zur endgültigen Trennung waren dazu erforderlich. Lange wurden die Grünschopfelfe-Unterarten Lophornis chalybeus verreauxii (Bourcier, 1853) und Lophornis chalybeus klagesi von Berlepsch & Hartert, 1902 als Unterart der Schmetterlingselfe (Lophornis chalybeus (Temminck, 1821)) betrachtet, doch sprechen die Unterschiede in der Färbung für eine Absplitterung als eigene Art.

## Etymologie und Forschungsgeschichte
Coenraad Jacob Temminck beschrieb die Schmetterlingselfe unter dem Namen Trochilus chalybeus. Als Fundort gab er Brasilien an. 1829 führte René Primevère Lesson die neue Gattung Lophornis u. a. für die Schmetterlingselfe ein. Lophornis setzt sich aus den griechischen Wörtern λόφος lóphos für „Helmbusch, (Hahnen-)Kamm“ und όρνις órnis für „Vogel“ zusammen. Das Artepitheton chalybeus leitet sich vom lateinischen chalybeius für „stählern“ oder vom griechischen χάλυψ, χάλυβος chályps, chálybos für „Stahl“ ab.